# 財布

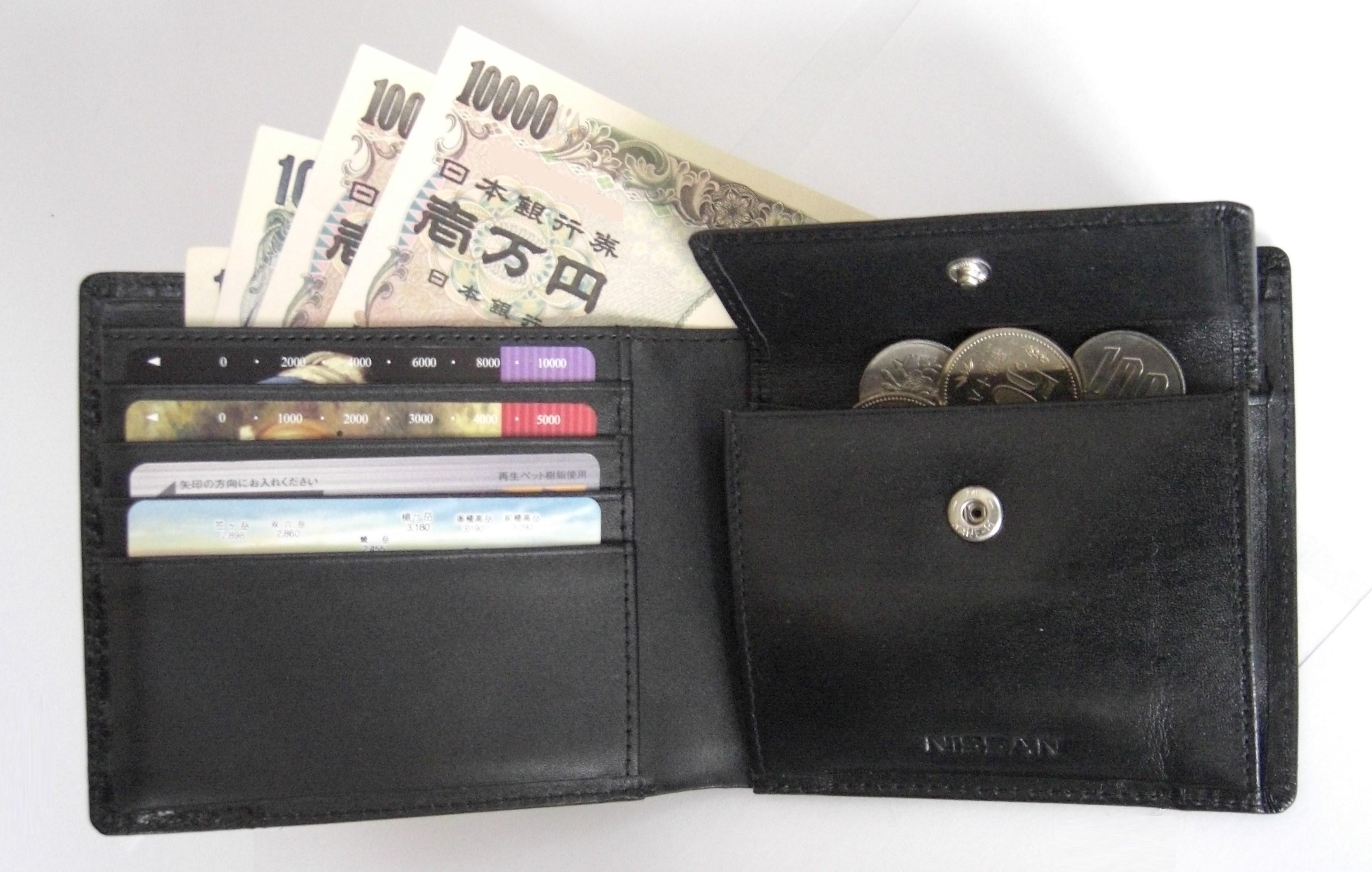
二つ折り財布。

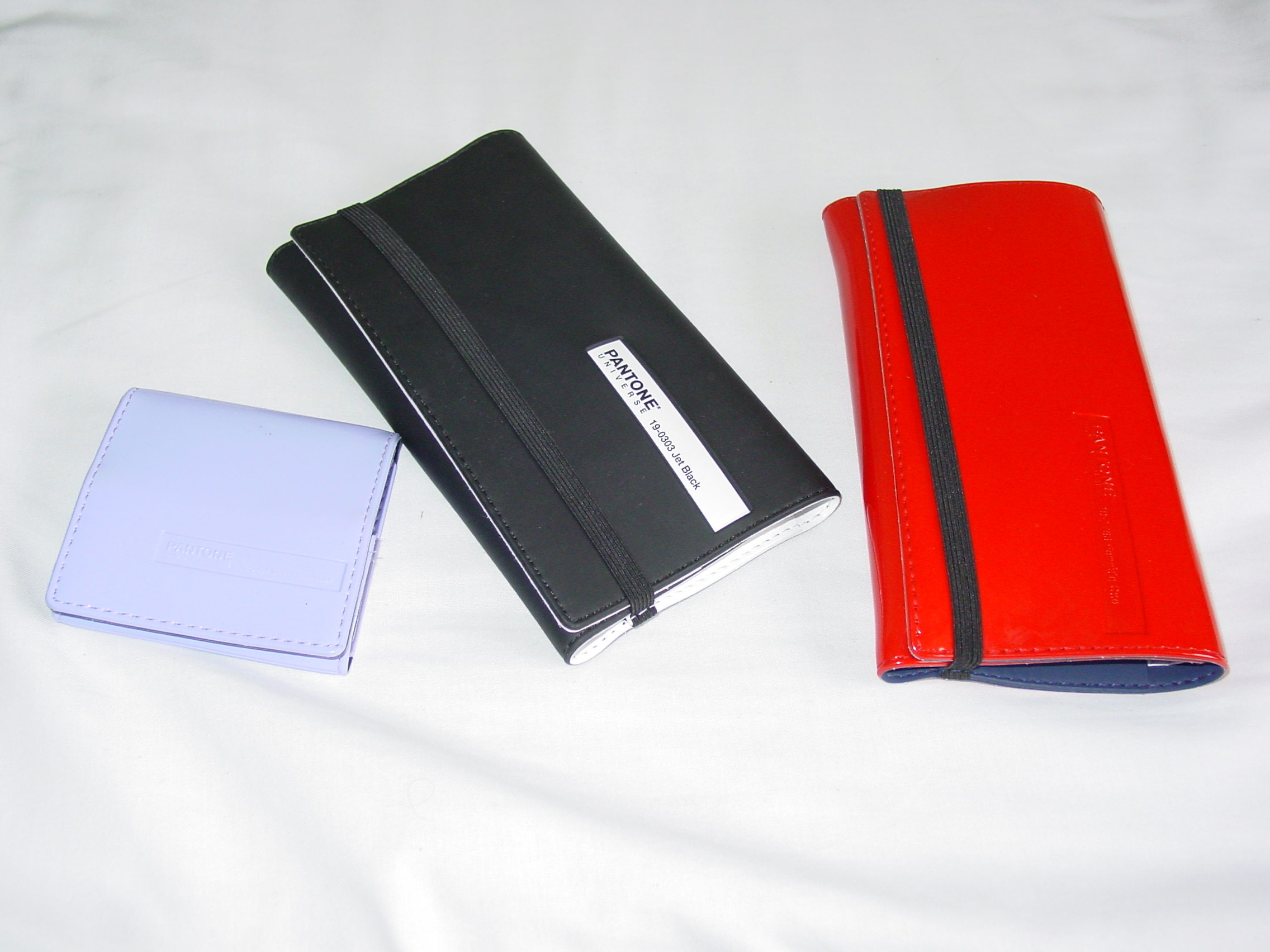
長財布。

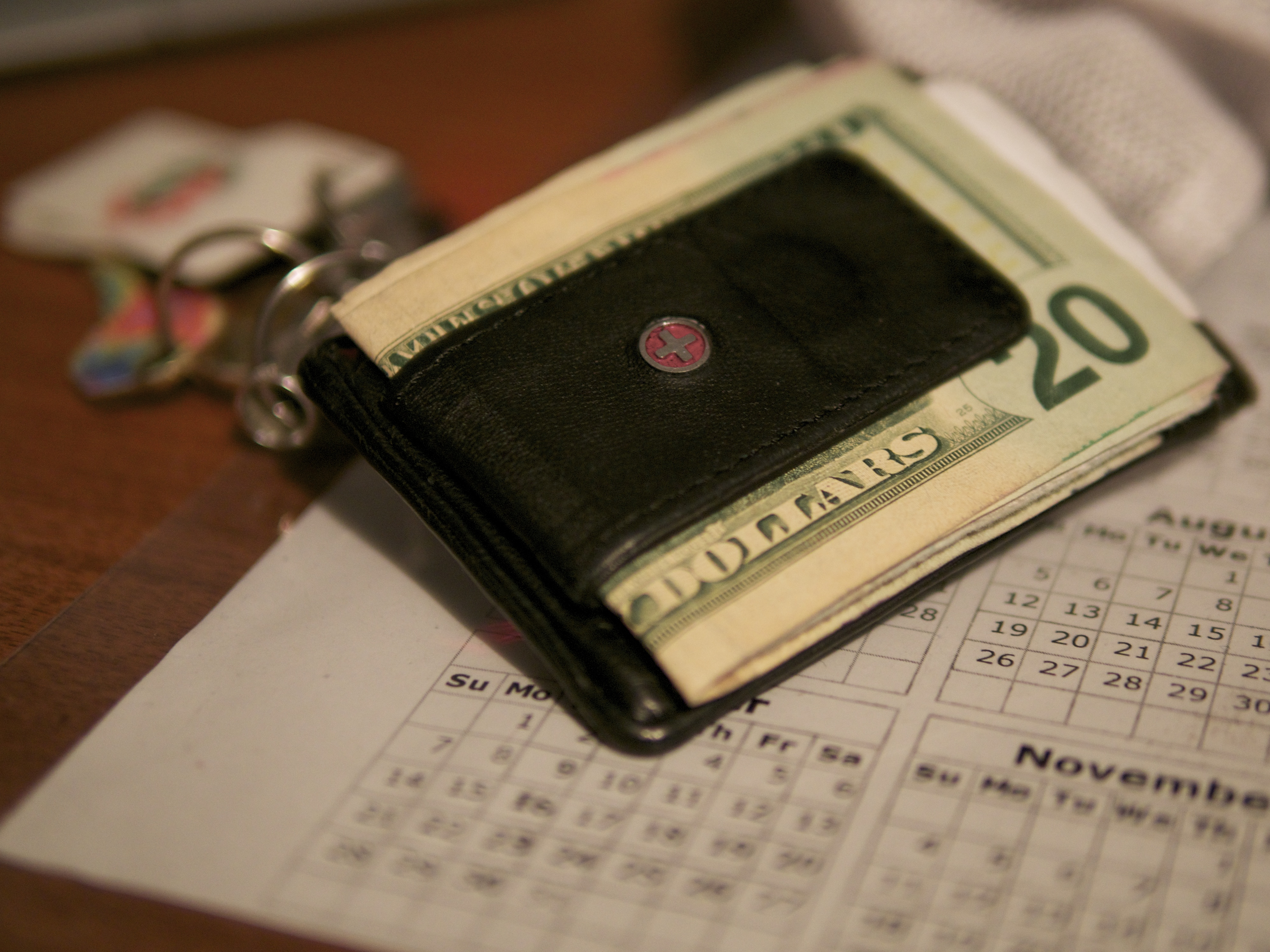
マネークリップ。

財布（さいふ）は、紙幣や硬貨など通貨の携帯に用いる袋または容器である。
なお、漢字の「財」は音を表す「才」と意味を示す「貝」からなる形声文字で、「布」は音を表す「父」と意味を示す「巾」からなる形声文字である。

## 概要
これらは、一般に「金品」または「貴重品」と呼ばれる価値の高い物品を収納し携帯の便が良いように工夫されたもので、特に携帯性に主眼がおかれているが、その収納機能も携帯に際して邪魔にならない形で、これら物品を機能的に収納できるよう工夫された製品が流通している。
これに収められる物品は、紙幣や硬貨以外にも、クレジットカードやキャッシュカードまたはプリペイドカードなどの実質的に金銭に準じた使い方がされるカード類のほか、運転免許証やパスポート、名刺等の身分などを証明・確認し得るもの、あるいは定期券や診察券、ポイントサービスなど各種サービスを受けるためのものを入れることができるようになっているものが多い。
紙幣に特化した「札入れ」や小銭に特化した「小銭入れ」もある。また、小銭入れの部分をもつ財布は「小銭入れ付」として特記して販売されることもある。
デザインによって「男性用（紳士用）」あるいは「女性用（婦人用）」として製品化されているものもある。
なお、利用者の用さえ満たせば、財布として販売された以外の容器も財布として利用されることがある。たとえばハンドバッグは小型の鞄であるが、紙幣を大量に持ち歩く人にとっては、文字通りの財布として使われる場合もある。その一方でクレジットカードやプリペイドカードまたは電子マネーで全ての用を済ます人には、それらカードを収める機能を持ったものが財布となり、小銭だけを持ち歩く者がコインケースとして写真フィルムの空きケースを使うなどするケースも見られる。

## 形状と材質

### 形状

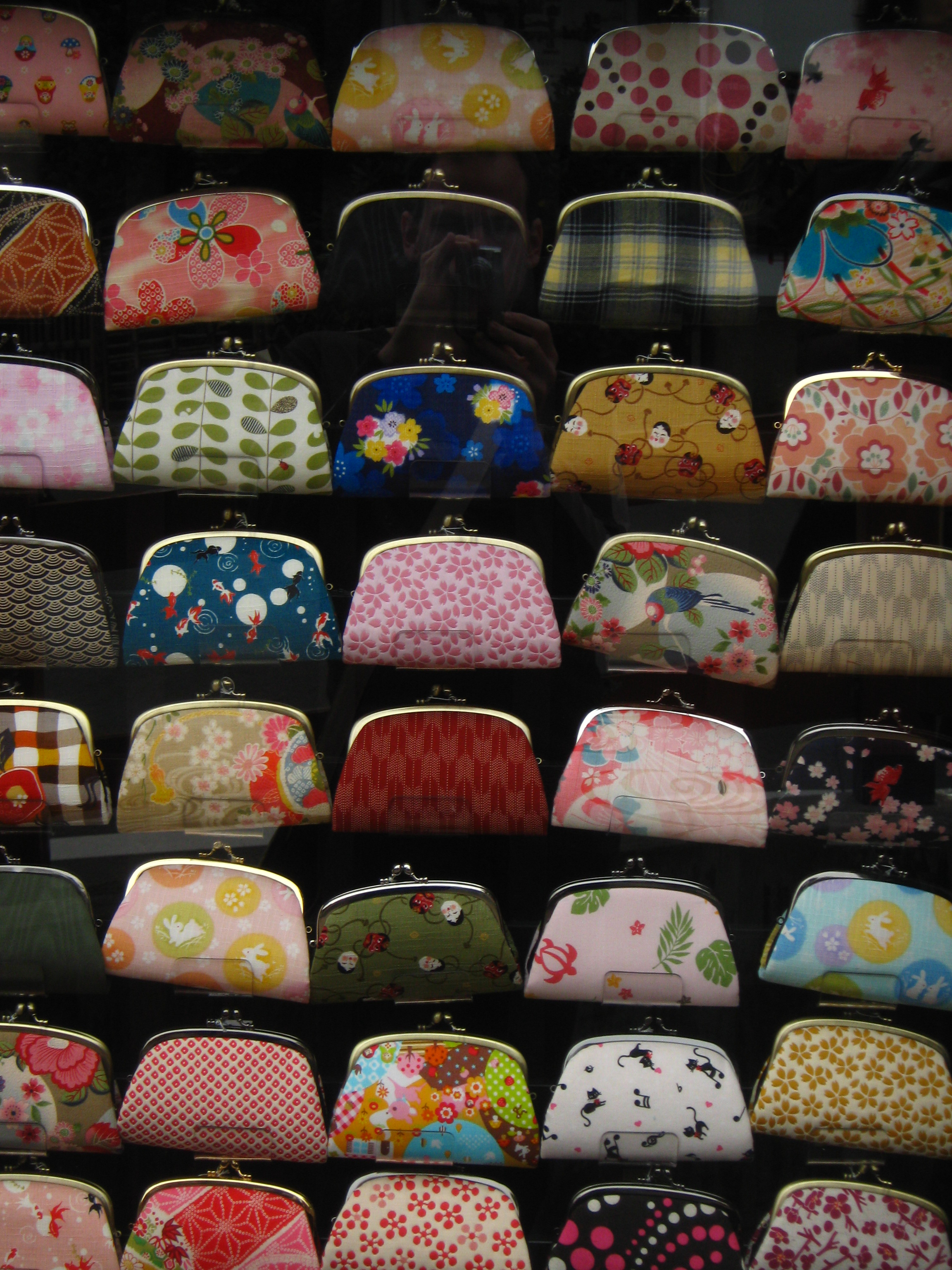
がま口

財布の形状としては長財布や折財布（二折財布・三折財布）がある。また、金属製の口金を持つ布袋状の財布を「がま口」と言うが、これはガマガエルのように大きく開く「口」（開口部）を持つためである。
口部にはファスナーを取り付けたファスナー形と何も取り付けていないオープン形とがあるが、金属製の口金を取り付けたもの（がま口の長財布）もある。
他にもマネークリップ（Money clip）という、一般的な財布を軽量小型化した財布もある。紙幣をクリップで留め、カード類を最小枚数で持ち歩くことに特化している。スーツの胸ポケットにも入れることができ、紙幣をスムーズに取り出せるため、お店でチップを支払う文化がある米国で定着している。

### 材質
素材としては、牛革・クロコダイル・パイソンなどの皮革のほか、布やポリ塩化ビニルなど一定の耐久性があるものが用いられるが、紙（特に和紙）が素材として使われることもある。
近年は軽くて丈夫な炭素繊維を使った財布も登場した。

## 発展の歴史
財布の発生は、おそらく貨幣経済の発生・発展と同義だと見ることができる。貴重な物品を落とさないために袋に一まとめにして持ち歩き、また売買をする際に内容物の出し入れが容易いようなものが利用されたのだろう。しかし貨幣経済が多発的なものでもあるためその原点には不明な点も多く、財布の発生もまた不明である。
欧米では17世紀に紙幣が登場するのと時を合わせて登場した。それ以前は紐付きの小さな袋が硬貨をいれて財布として使われていた。これらの初期の財布は牛革や馬革をなめしたものが使われていた。日本では江戸時代に、藩紙が使われるようになって広まり、懐紙入れの技術を応用して作られた。紙幣が流通する以前は、中央に穴があけられた硬貨が使われており、穴に紐を通して持ち運ばれていた。中国では青銅銭や鉄銭などの発達に伴い、これの穴に紐を通して束ねる様式であったが、これは貨幣鋳造の段階で紐を通すための穴としてあけられ、最初から形状が扱われ方や持ち運び方を想定したものもあった。ただ硬貨は、無造作にポケットなど衣服の袋状になった部分に放り込まれることも多く、この事情は20世紀以降の現代社会でもあまり変わっていない。
現在広く使われている、複数のカード用のポケットつきの二つ折りの財布は、1951年にクレジットカードが発明されて以後広まり、1950年代初期にほぼ現在のものと変わらないデザインのものが完成した。1970年代にマジックテープ（面ファスナー）を使用した財布が広まった。

## 現用の財布
21世紀初頭の現代では、ビジネス用のシンプルなデザインから、子供向けのアニメなどのキャラクターが印刷されたもの、また変わりものとしては、透明なプラスチック製で中身が見えるものがある。紙幣と硬貨は一緒くたにすると紙幣が傷むためあまり一緒に収められることはない。特に自動販売機発達以降には、傷んだ紙幣が機械で判別しにくく、余りに損傷がひどいと紙幣としては利用できなくなることもあるため、紙幣と硬貨は別々に収める様式が一般的である。
男性の被服には、財布を入れるポケットに、紛失・盗難防止用にボタンが付いていることもある。背広上衣の左内ポケットやズボンの左ポケットである。右利きの人は左のポケットに財布を入れることが多いからである。ただしスリや介抱ドロ（酔って寝ている者を狙う行為）など窃盗被害では真っ先に探られる部分でもあるため、防犯上は簡単に抜き取られないようにしておいたほうが良いものの、厳重にすると財布が取り出しにくくなるだけでもあり、兼ね合いが難しい。
カジュアルな服装ではズボンのポケットに収められることも多く、このズボンのポケットに収まる二つ折り財布とよばれる紙幣を収めた状態で2つに折り畳むタイプも広く利用されている。
このほか、子供向けや高齢者などでは脱落防止にがま口財布に首から下げる紐を取り付けたものや（口金にはそのための環が作られている）、二つ折り財布にベルトなどに取り付ける紐が付いているものも見られる。
ただ、今後は電子マネーの普及などにより、硬貨や紙幣を持ち歩く機会が徐々に減っていくことも予測され、これに伴って財布の形態も変化して行くことも予測できる。スキミングの問題ではカード情報を財布の上から盗まれる懸念から、電磁波を遮断することを謳った製品も登場している。